# Луїза (Кентуккі)
Луїза (англ. Louisa) — місто (англ. city) в США, в окрузі Лоуренс штату Кентуккі. Населення — 2679 осіб (2020).

## Географія
Луїза розташована за координатами 38°6′37″ пн. ш. 82°36′42″ зх. д. / 38.11028° пн. ш. 82.61167° зх. д. (38.110253, -82.611630).  За даними Бюро перепису населення США в 2010 році місто мало площу 4,19 км², з яких 4,14 км² — суходіл та 0,05 км² — водойми. В 2017 році площа становила 5,86 км², з яких 5,81 км² — суходіл та 0,05 км² — водойми.

## Демографія
Згідно з переписом 2010 року, у місті мешкало 2467 осіб у 1053 домогосподарствах у складі 648 родин. Густота населення становила 589 осіб/км².  Було 1180 помешкань (281/км²).
Расовий склад населення:
| - 98,2 % — білих - 0,5 % — чорних або афроамериканців |

До двох чи більше рас належало 0,8 %. Частка іспаномовних становила 0,9 % від усіх жителів.
За віковим діапазоном населення розподілялося таким чином: 22,3 % — особи молодші 18 років, 59,7 % — особи у віці 18—64 років, 18,0 % — особи у віці 65 років та старші. Медіана віку мешканця становила 39,6 року. На 100 осіб жіночої статі у місті припадало 80,6 чоловіків;  на 100 жінок у віці від 18 років та старших — 76,8 чоловіків також старших 18 років.
Середній дохід на одне домашнє господарство  становив 38 542 долари США (медіана — 22 667), а середній дохід на одну сім'ю — 48 258 доларів (медіана — 36 495). За межею бідності перебувало 33,9 % осіб, у тому числі 41,8 % дітей у віці до 18 років та 28,8 % осіб у віці 65 років та старших.
Цивільне працевлаштоване населення становило 933 особи. Основні галузі зайнятості: освіта, охорона здоров'я та соціальна допомога — 27,3 %, роздрібна торгівля — 11,5 %, мистецтво, розваги та відпочинок — 11,4 %.